# De 24 Timer
 Denne artikel omhandler et jazzoratorium. Opslagsordet har også en anden betydning, se 24 timer (flertydig).
De 24 Timer er et jazzoratorium fra 1932. Det var meget populært på skoler og gymnasier landet over frem til 1950'erne, og de kendteste sange derfra er 'Bøf med løg' og 'Matematik'. Oratoriet har musik af Bernhard Christensen og tekst af Sven Møller Kristensen og blev uropført i Studenterforeningen i København den 4. december 1932. 
Oratoriet var banebrydende ved at behandle de unges hverdag og dertil anvende rytmisk musik, som på dette tidspunkt stadig var nyt. I forordet bemærkes det, at det vil være en god idé at lytte til amerikanske jazzplader for at finde inspiration.
Værket gennemgår døgnets 24 timer i en række sange og optrin, som det opleves af unge, der går i skole. 
- Kl. 1-2-3-4 Kor af Sovende
- Kl. 5 Rosendrømme
- Kl. 6 Mareridt
- Kl. 7 Go'-morgen
- Kl. 8-9-10 Matematik. Botanik. Tysk
- Kl. 11 Frikvarter
- Kl. 12 Geografi
- Kl. 13 Latin, Dødsmesse
- Kl. 14 Fri!
- Kl. 15 Ved Bellevue
- Kl. 16 Paa Strøget
- Kl. 17 Fyraften
- Kl. 18 Mad. (Bøf med Løg)
- Kl. 19 Aandsliv
- Kl. 20 Jazzkoncert
- Kl. 21 I Biografen
- Kl. 22 Dancing
- Kl. 23 I Gadedøren
- Kl. 24 Det store Ur.

Spilletid: Ca 1 time. 

## Note
En opførelse fandt sted i Politikens Hus d 12. november 2009 i forbindelse med fejringen af Sven Møller Kristensen 100 år. 

## Diskografi
- Dansk Guldalder Jazz vol 1 (1930-33) EMI – 748973-2
1. Skoletimer / 2. Geografi / 3. Kl. 14 fri / 4. Bøf med løg
(indspillet 1933, medvirkende: 3 Rhythm Girls, Aksel Schiøtz og Kjeld Nørregaard)